# Giangrisostomo Tovazzi
Giangrisostomo Tovazzi (Volano, 23 novembre 1731 – Trento, 5 marzo 1806) è stato un religioso, storico e bibliotecario italiano.

## Biografia
Tovazzi nacque a Volano, quarto di dieci figli, da Benedetto Tovazzi "del Portegal" e da Lucia Martinati; venne battezzato da suo zio Aldrighetto, delegato dal parroco, con il nome di Giuseppe Andrea; già da bambino e fino al 1744 andò ad abitare a Cimone presso lo stesso zio Aldrighetto, che era rettore della chiesa locale. Avendo già precocemente dimostrato interesse per lo studio e la letteratura, nel 1746 si iscrisse al pubblico ginnasio di Rovereto, con ottimi risultati.
Nel 1748 decise di diventare frate francescano (l'ennesimo consacrato nella sua famiglia, che ne aveva già contati tanti), entrando nel convento di San Rocco a Rovereto il 1º maggio dell'anno seguente. Nel 1750 ricevette l'abito francescano al convento di Santa Maria delle Grazie di Arco e scelse il nome di Giangrisostomo. La professione religiosa solenne fu nel 1751.
Gli anni seguenti vennero passati tra il convento di Sant'Antonio di Cles e Borgo Valsugana dove proseguiva i suoi studi di filosofia. Dal 1757 al 1769 fu di stanza al convento di San Bernardino a Trento, dove collaborò con Benedetto Bonelli alla cura e stesura di diverse opere storiche. Dal '69 venne ricollocato nuovamente a Cles e ad Arco col compito di maestro dei novizi, per poi tornare a Trento nel 1773, da dove non si sarebbe più spostato (tranne una breve parentesi roveretana nel 1785); nel 1774 divenne confessore delle monache di San Michele, nel 1776 rubricista e calendarista dell'arcidiocesi di Trento, nel 1780 bibliotecario e cappellano dell’infermeria del convento, nella quale spirò il 5 marzo 1806.

## Opere
Come storico, Tovazzi si dedicò principalmente alla raccolta di materiale archivistico e a temi non "istituzionali", bensì più vicini alla vita quotidiana (ad esempio la trascrizione di archivi familiari e di comunità rurali); lavorò anche, ma sempre con opere di matrice archivistica e catalogativa, in campo diocesano (necrologi e biografie di religiosi, documenti dei francescani, sistematica delle parrocchie e pievi diocesane) e anche geografico (topografie) ed economico (cataloghi di tariffe, monete, pesi e misure). I suoi 133 scritti autografi, tutti pubblicati postumi, sono conservati presso la Fondazione Biblioteca San Bernardino di Trento.